# آیچی ایی۱۳ای
Aichi E13A (به انگلیسی: Aichi_E13A) یک هواگرد از نوع عملیات شناسایی هواپیمای آب‌نشین دارای ارابه فرود ساخت شرکت آیچی کوکوکی است. هواگرد Aichi E13A نخستین پروازش را در mid-late 1939 میلادی انجام داد. این هواگرد در سال ۱۹۴۱ میلادی رسماً معرفی گردید. در مجموع، تعداد ۱٬۴۱۸ فروند از این هواگرد ساخته شده‌است.